# Stefan Michalski (pułkownik)
Stefan Michalski (ur. 14 sierpnia 1892 w Płocku, zm. 3 października 1939 w Giżycach) – pułkownik piechoty Wojska Polskiego, działacz niepodległościowy, kawaler Orderu Virtuti Militari.

## Życiorys
Urodził się 14 sierpnia 1892 w Płocku, ówczesnym mieście gubernialnym, w rodzinie Stanisława i Julii z Rybickich.
W 1920, w czasie wojny z bolszewikami dowodził I batalionem 65 pułku piechoty. 21 czerwca został ciężko ranny w walkach pod Kijankami. 19 sierpnia 1920 został zatwierdzony z dniem 1 kwietnia 1920 w stopniu kapitana, w piechocie, w grupie oficerów byłej armii gen. Hallera. Na początku września wrócił na front i ponownie objął dowództwo I baonu.
W 1923 pełnił obowiązki dowódcy III batalionu 65 pp w Starogardzie. 1 grudnia 1924 prezydent RP nadał mu stopień majora z dniem 15 sierpnia 1924 i 225. lokatą w korpusie oficerów piechoty. Po awansie został zatwierdzony na stanowisku dowódcy III baonu. 1 marca 1926 dowodzony przez niego pododdział został przemianowany na 2 batalion strzelców . 24 grudnia 1929 prezydent RP nadał mu z dniem 1 stycznia 1930 stopień podpułkownika w korpusie oficerów piechoty i 34. lokatą. W marcu 1930 został przeniesiony ze Starogardu do 5 pułku Strzelców Podhalańskich w Przemyślu na stanowisko zastępcy dowódcy pułku, a w lipcu 1935 do 66 pułku piechoty w Chełmnie na stanowisko dowódcy pułku. Na stopień pułkownika został awansowany ze starszeństwem z dniem 19 marca 1939 i 8. lokatą w korpusie oficerów piechoty. Na czele pułku walczył w kampanii wrześniowej. Ciężko ranny 18 września w trakcie próby forsowania Bzury pod Kamionem.
Zmarł 3 października 1939 w szpitalu polowym w Dworze Giżyce, w następstwie odniesionych ran (miał amputowaną nogę). Pochowany na cmentarzu w Giżycach (kwatera 2/23/6, grób 908).
Był żonaty z Cecylią z domu Erhardt (1896–1982), z którą miał dwie córki: Alinę (ur. 18 lipca 1924) i Zofię (1927–2007).

## Ordery i odznaczenia
- Krzyż Srebrny Orderu Wojskowego Virtuti Militari nr 2439 – 19 lutego 1921[21]
- Krzyż Niepodległości – 9 listopada 1933 „za pracę w dziele odzyskania niepodległości”[22][23]
- Krzyż Kawalerski Orderu Odrodzenia Polski – 11 listopada 1937 „za zasługi w służbie wojskowej”[24][25]
- Złoty Krzyż Zasługi – 10 listopada 1928[26][27]
- Medal Pamiątkowy za Wojnę 1918–1921[28]
- Medal Dziesięciolecia Odzyskanej Niepodległości[28]
- Odznaka za Rany i Kontuzje
- Medal Zwycięstwa[28][29]